# Château de Marly

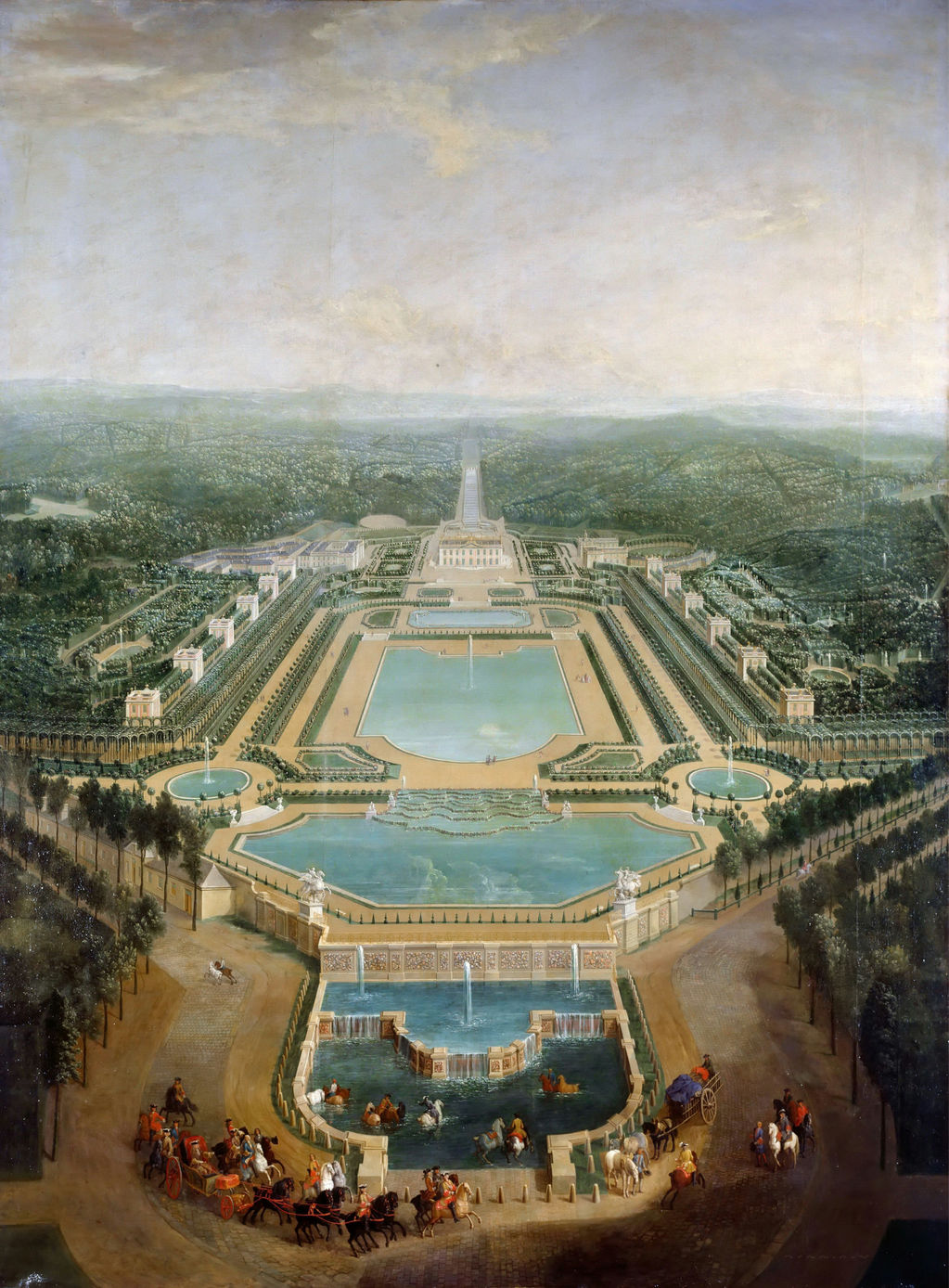
Château de Marly. Målning av Pierre-Denis Martin, 1724

Château de Marly var ett tidvis kungligt slott i Frankrike. Det låg i Marly-le-Roi i Paris mellan 1686 och 1805. 
Slottet uppfördes av Jules Hardouin-Mansart och Charles Le Brun för Ludvig XIV. Dess lilla byggnad nödvändiggjorde avsteg från etiketten, och det användes av monarken som en privat tillflyktsort. Mellan 1686 och 1715 vistades Ludvig XIV ofta där, och en inbjudan till Marly var högt eftertraktad just för att de inbjudna uppfattades tillhöra kungens inre krets. Ett av dess mer berömda fenomen var dess hydrauliska maskin, Maskinen vid Marly, som förde vatten från Seine till både Slottet i Versailles och Marly. 
Efter Ludvig XIV:s död 1715 besöktes Marly relativt sällan, även om det fortsatt var ett kungligt residens fram till franska revolutionen. Det köptes 1799 av en industrialist som använde byggnaden till fabrik. Slottet revs 1805-06.

## Galleri

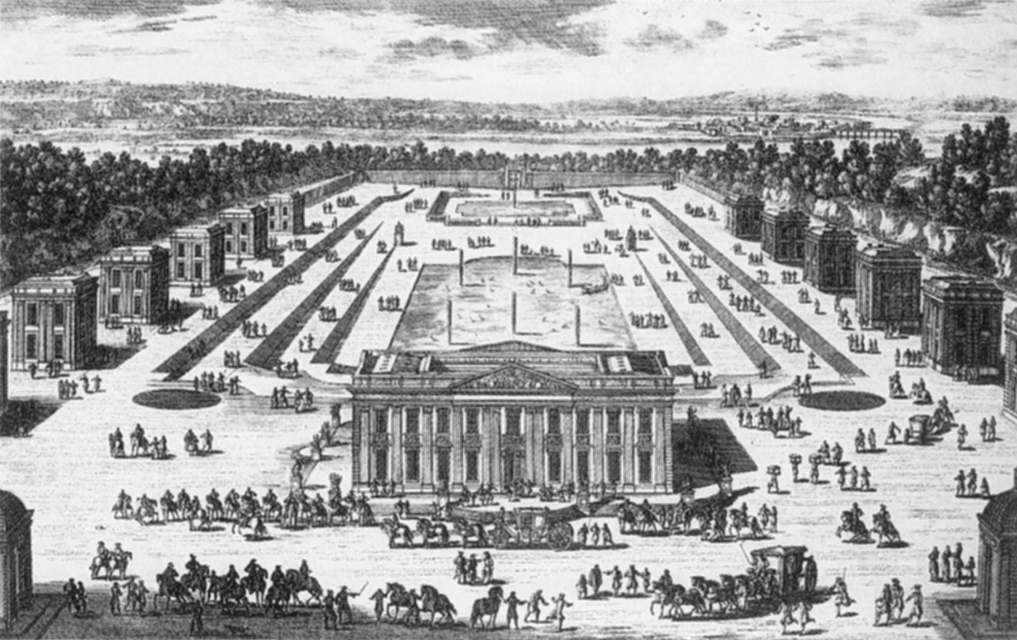
Château de Marly.
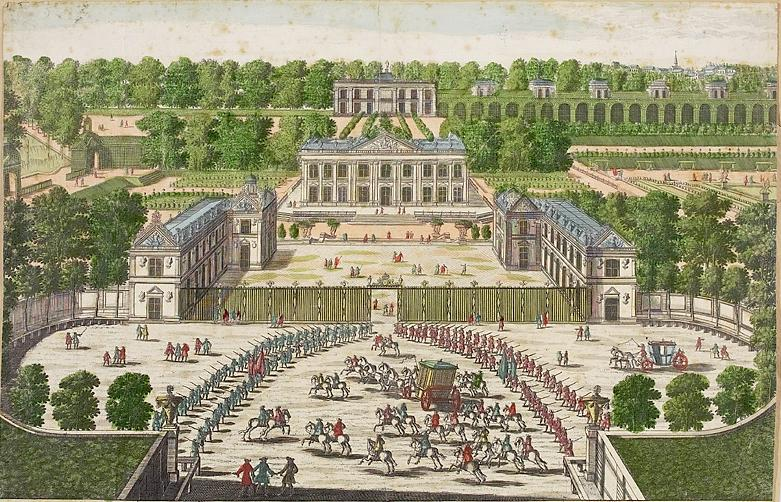
Château de Marly